# Río Heloros
El río Heloros o Eloros (latín Helorus o Elorus) es un río de Sicilia al sudeste de la isla, el más grande entre Siracusa y el cabo Pachynum. Actualmente se llama Tellaro. Nace en las laderas del monte Erbesso al este de Giarratana, a una cota de cerca de 840 metros, cerca de Palazzolo (antigua Acrae). Se adentra en el valle delimitado por los contrafuertes de Palazzolo Acredie y a la mitad de su curso marca el límite entre las provincias de Ragusa y Siracusa hasta el punto en el que se encuentra con el Tellesimo, su principal afluente. Su curso va hacia el sur y después hacia el este. Después de un recorrido de 45 km desemboca en el mar Jónico, a unos 40 km al sur de Siracusa, en los alrededores de la ciudad de Eloro, antigua colonia griega que toma el mismo nombre antiguo del río. 
En la orilla de este río, en un lugar llamado Areas poros, de situación indeterminada, los siracusanos fueron derrotados por el tirano Hipócrates de Gela, en una gran batalla el 491 a. C.
- Datos: Q2067304
- Multimedia: Tellaro river / Q2067304